# Бейлин, Адольф Моисеевич
Адольф Моисеевич Бейлин (печатался под псевд. А. Крымов; 25 февраля 1911, Симферополь — 26 мая 1970, Ленинград) — советский редактор, фронтовой корреспондент Ленинградского фронта, театральный критик, эстрадовед, очеркист.

## Биография
Родился в 1911 году в Симферополе.
В 1927 году, окончив среднюю школу, начал работать станочником на заводе.
В 1928—1931 годах заочно окончил Высшие курсы искусствоведения.
В 1932—1938 годах работал в ленинградском отделении редакций пятитомной «История Гражданской войны в СССР» и серии книг «История фабрик и заводов».
В 1938—1941 годах заведовал отделами литературы и искусства в газетах «Красная газета» и «Ленинградская правда».
В годы Великой Отечественной войны был литсотрудником фронтовой газеты «На страже Родины» политуправления Ленинградского фронта, находился в действующих частях фронта, являлся военкорром ТАСС ведя репортажи с Ленинградского фронта. Член ВКП(б) с 1943 года. Летом 1944 года во время боев за Выборг был ранен.
Награждён орденом Красной Звезды, медалями «За оборону Ленинграда», «За победу над Германией».
В 1945—1953 годах — ответственный секретарь, зав. отделом литературы и искусства в газете «Вечерний Ленинград».
В 1955—1970 годах — референт секции критиков ленинградского отделения Союза писателей СССР.
Умер в 1970 году в Ленинграде, похоронен на Комаровском кладбище.

## Критик
Театральный и эстрадный и критик. Выступал в ленинградский литературных журналах «Нева» и «Звезда» со статьями и обзорами ленинградской эстрады, рецензиями на спектакли и концерты.
Автор ряда книг-биографий известных актёров выходивших в серии «Мастера советского кино», автор первой монографии об актёре Аркадии Райкине.
Библиография:
- Народный артист СССР Николай Константинович Черкасов / А. М. Бейлин. — Москва: Госкиноиздат, 1951. — 100 с. — (серия «Мастера советского кино»)
- Народный артист СССР Николай Павлович Охлопков / А. М. Бейлин. — Москва: Госкиноиздат, 1953. — 116 с. — (серия «Мастера советского кино»)
- Рассказ об актёре: Народный артист СССР К. В. Скоробогатов. — Ленинград: Лениздат, 1959. — 75 с. — (серия «Наши современники»)
- Народный артист Александр Борисов. — Ленинград: Лениздат, 1964. — 115 с. — (серия «Наши современники»)
- Актёр в фильме. — Москва; Ленинград: Искусство, 1964. — 227 с.
- Аркадий Райкин / А. М. Бейлин. — Ленинград; Москва: Искусство, 1965. — 150 с.

Отдельная, не связанная с работой критика, тема — история Ижорского завода и его оборона в годы войны; много лет собирал материалы, публикуя статьи и написав книгу:
- Ижорский батальон // Журнал «Звезда», 1958, № 5
- Ижорские были: Очерки. — Ленинград: Лениздат, 1961. — 287 с.